# Lista amerykańskich oper mydlanych
Lista obejmuje tzw. dzienne opery mydlane, emitowane od poniedziałku do piątku w paśmie daytime.

## Radio (przykładowe tytuły)

### Lata 30.
- Painted Dreams (premiera w 1930)
- The Romance of Helen Trent (1933-1960) 7222 odcinki
- The Road of Life (1937-1959)
- Guiding Light (1937-1956)
- Young Doctor Malone (1939-1960)

### Lata 40.
- Portia Faces Life (1940-195?)
- The Brighter Day (1948-1956)

## Telewizja

### Lata 40.
- Faraway Hill (1946)
- These Are My Children (1949)
- A Woman to Remember (1949)

### Lata 50.
- The First Hundred Years (1950-1952)
- Hawkins Falls (1950, 1951-1955)
- Martinsville (1951)
- Fairmeadows (1951-1952)
- Love of Life (1951-1980) 7316 odcinków
- Search for Tomorrow (1951-1986) 9130 odcinków
- Guiding Light (1952-2009) 15762 odcinki
- Follow Your Heart (1953-1954)
- The Bennetts (1953-1954)
- Three Steps to Heaven (1953-1954)
- A time To Live (1954)
- The Seeking Heart (1954)
- Portia Faces Life (1954-1955)
- Concerning Miss Marlowe (1954-1955)
- The Greatest Gift (1954-1955)
- The Road Of Life (1954-1955)
- First Love (1954-1955)
- Golden Windows (1954-1955)
- Modern Romances (1954-1958)
- The Brighter Day (1954-1962)
- The Secret Storm (1954-1974) 5195 odcinków
- The Way Of The World (1955)
- A Date With Life (1955-1956)
- The Edge of Night (1956-1984) 7420 odcinków
- As the World Turns (1956-2010) 13858 odcinków
- Cosmopolitan Hotel (1957-1958)
- Kitty Foyle (1958)
- Today İs Ours (1958)
- From These Roots (1958-1961)
- Young Doctor Malone (1958-1963)
- The House On High Street (1959-1960)

### Lata 60.
- Full Circle (1960-1961)
- Road To Reality (1960-1961)
- The Clear Horizon (1960-1961; 1962)
- Our Five Daughters (1962)
- Ben Jerrod (1963)
- The Doctors (1963-1982) 5280 odcinków
- General Hospital (Szpital miejski) (od 1963)
- The Young Marrieds (1964-1966)
- A Flame in the Wind (1964-1966)
- Another World (Inny świat) (1964-1999) 8891 odcinków
- Moment Of Truth (1965)
- A Time For Us (1965-1966)
- Morning Star (1965-1966)
- Paradise Bay (1965-1966)
- The Nurses (1965-1967)
- Days of Our Lives (Dni naszego życia) (od 1965)
- Dark Shadows (1966-1971, 1991)
- Love Is a Many Splendored Thing (1967-1973)
- Hidden Faces (1968-1969)
- One Life to Live (Tylko jedno życie) (1968-2013) 11145 odcinków
- Bright Promise (1969-1972)
- Where the Heart Is (1969-1973)

### Lata 70.
- The Best of Everything (1970)
- A World Apart (1970-1971)
- Somerset (1970-1976)
- All My Children (Wszystkie moje dzieci) (1970-2011, 2013) 10755 odcinków
- The Young and the Restless (Żar młodości) (od 1973)
- How to Survive a Marriage (1974-1975)
- Ryan’s Hope (1975-1989) 3515 odcinków
- Mary Hartman, Mary Hartman (1976-1977)
- Lovers and Friends, następnie For Richer, For Poorer (1977-1978)

### Lata 80.
- Texas (1980-1982) 617 odcinków
- Another Life (1981-1984) 875 odcinków
- Capitol (1982-1987) 1270 odcinków
- The Catlins (1983-1985) 555 odcinków
- Loving (1983-1995) 3169 odcinków
- Rituals (1984-1985) 260 odcinków
- Santa Barbara (1984-1993) 2137 odcinków
- The Bold and the Beautiful (Moda na sukces) (od 1987)
- Generations (Pokolenia) (1989-1991) 470 odcinków

### Lata 90.
- The City (City) (1995-1997) 352 odcinki
- Sunset Beach (1997-1999) 755 odcinków
- Port Charles (1997-2003) 1633 odcinki
- Passions (1999-2008) 2231 odcinków